# Cribleur
 (octobre 2013).
Si vous disposez d'ouvrages ou d'articles de référence ou si vous connaissez des sites web de qualité traitant du thème abordé ici, merci de compléter l'article en donnant les références utiles à sa vérifiabilité et en les liant à la section « Notes et références ».

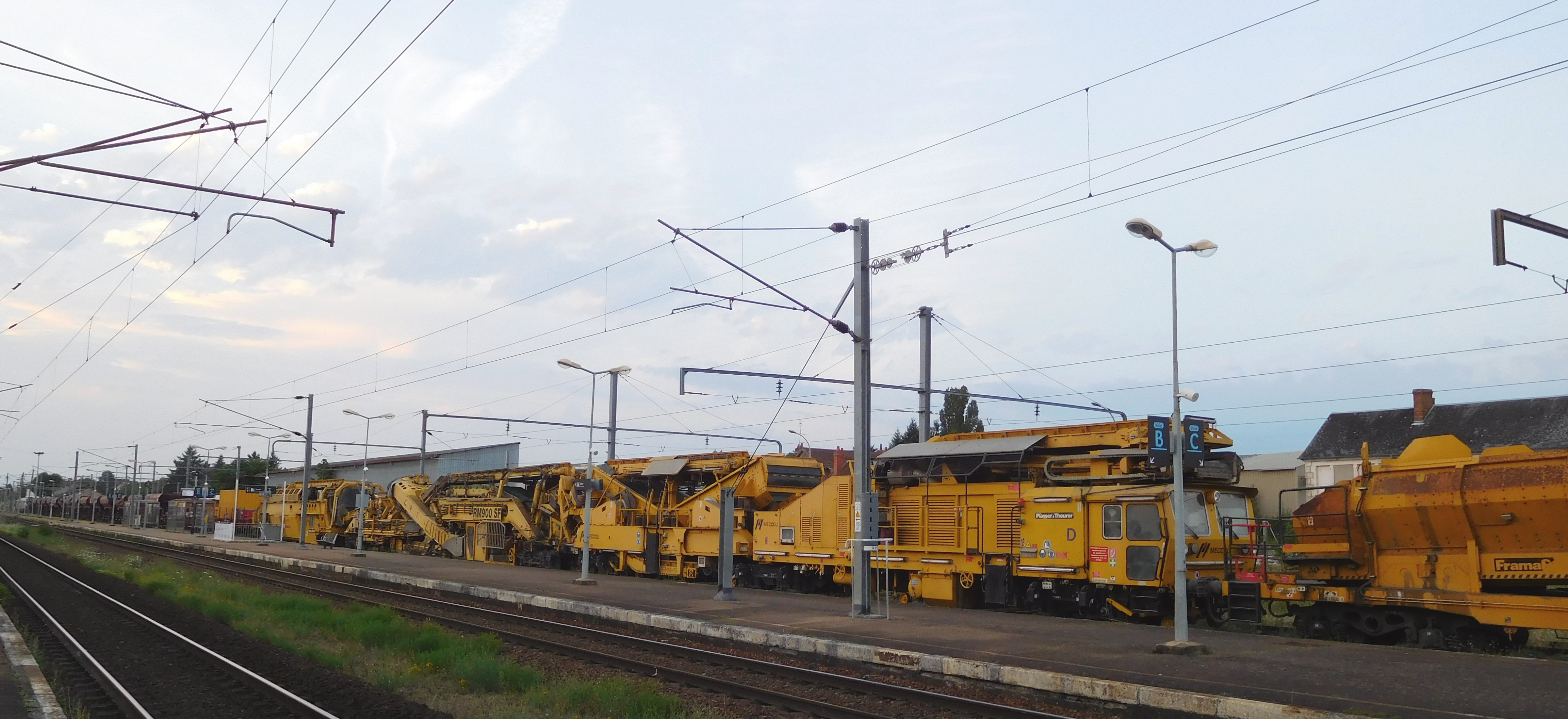
Une vue d'une dégarnisseuse-cribleuse longue de 700 m.

Un cribleur ou une cribleuse est un instrument percé de trous, pour nettoyer et trier des objets d'inégale grosseur tels que le blé, du minerai ou du ballast.
C'est une version grossière de tamis.